# Musée d'Art moderne d'Espoo
Le Musée d'art moderne d'Espoo (finnois : Espoon modernin taiteen museo, sigle Emma) est un musée d'art moderne situé à Espoo en Finlande.

## Description
Avec 5 000 mètres carrés, c'est le plus grand musée de Finlande. 
Le musée possède plus de 1 900 œuvres.
Les expositions permanentes disposent des collections suivantes :
- Collection du musée d'art moderne[2],
- Collection de la fondation Saastamoinen [3],
- Collection de la fondation Raimo Utriainen,
- Collection d'Osmo Valtonen,
- Collection de Kyösti Kakkonen,
- Collection de la fondation Tapio Wirkkala Rut Bryk[4].

Le musée accueille aussi des expositions temporaires d'art moderne finlandais et international.

## Galerie

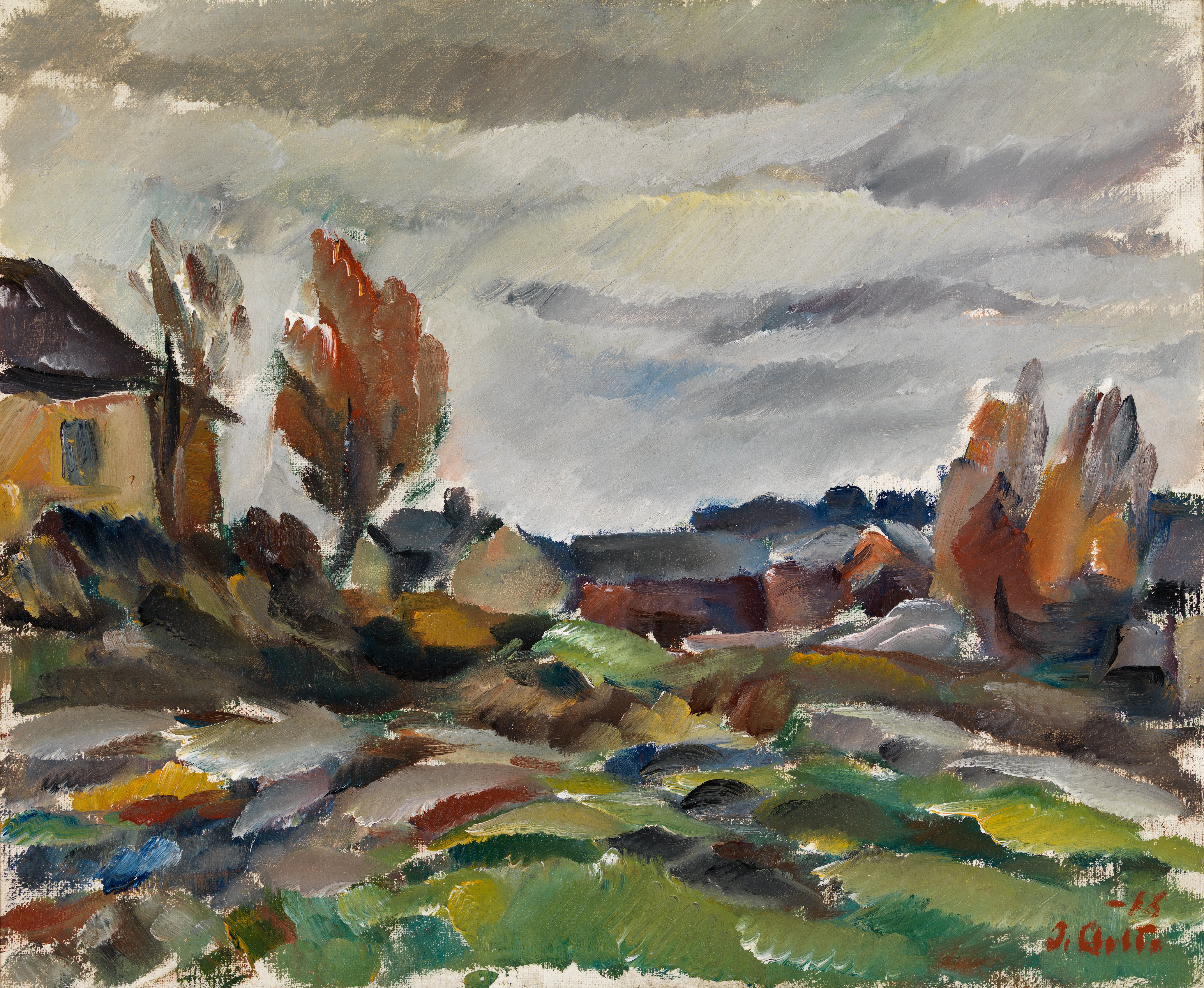
Orage, Ilmari Aalto (en)
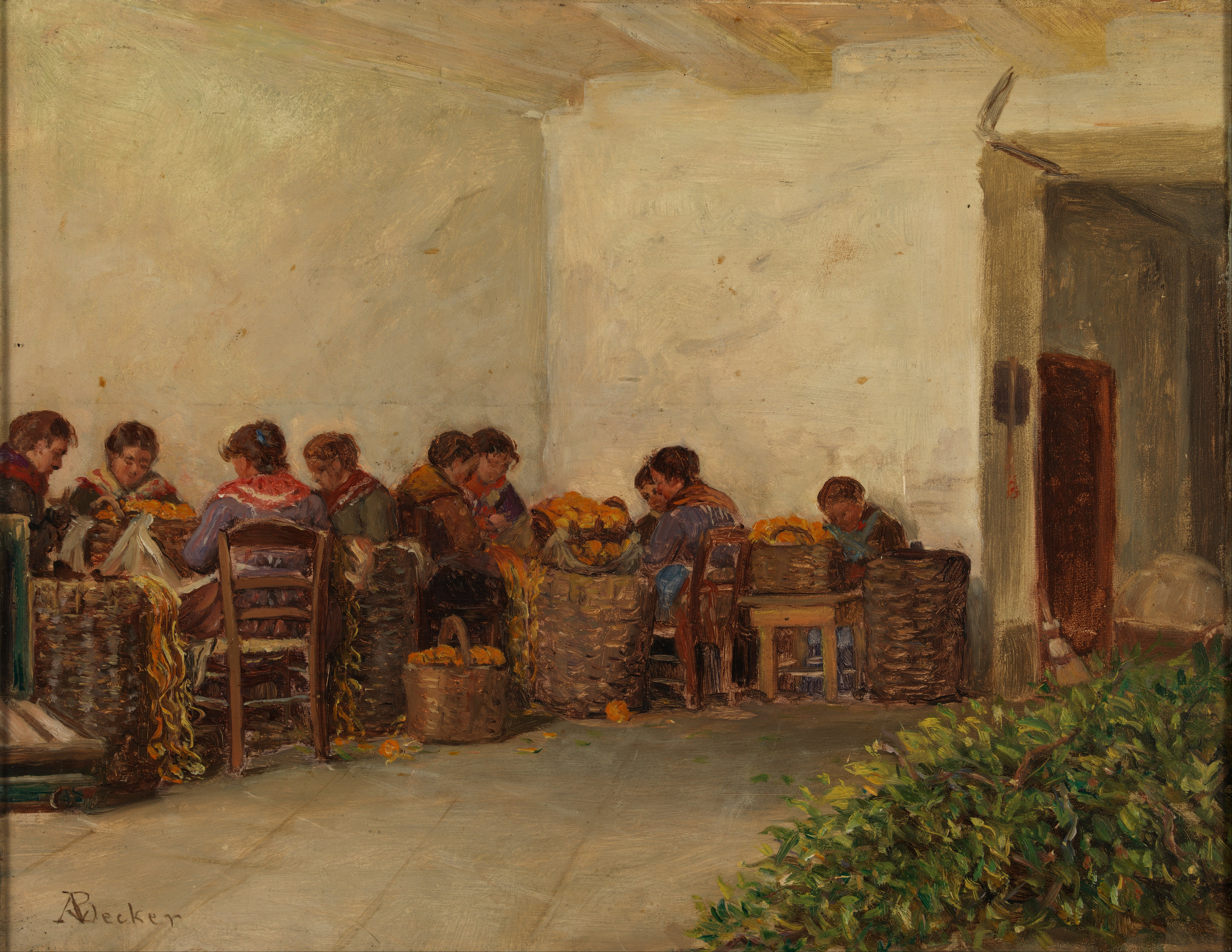
Femmes rurales, Adolf von Becker
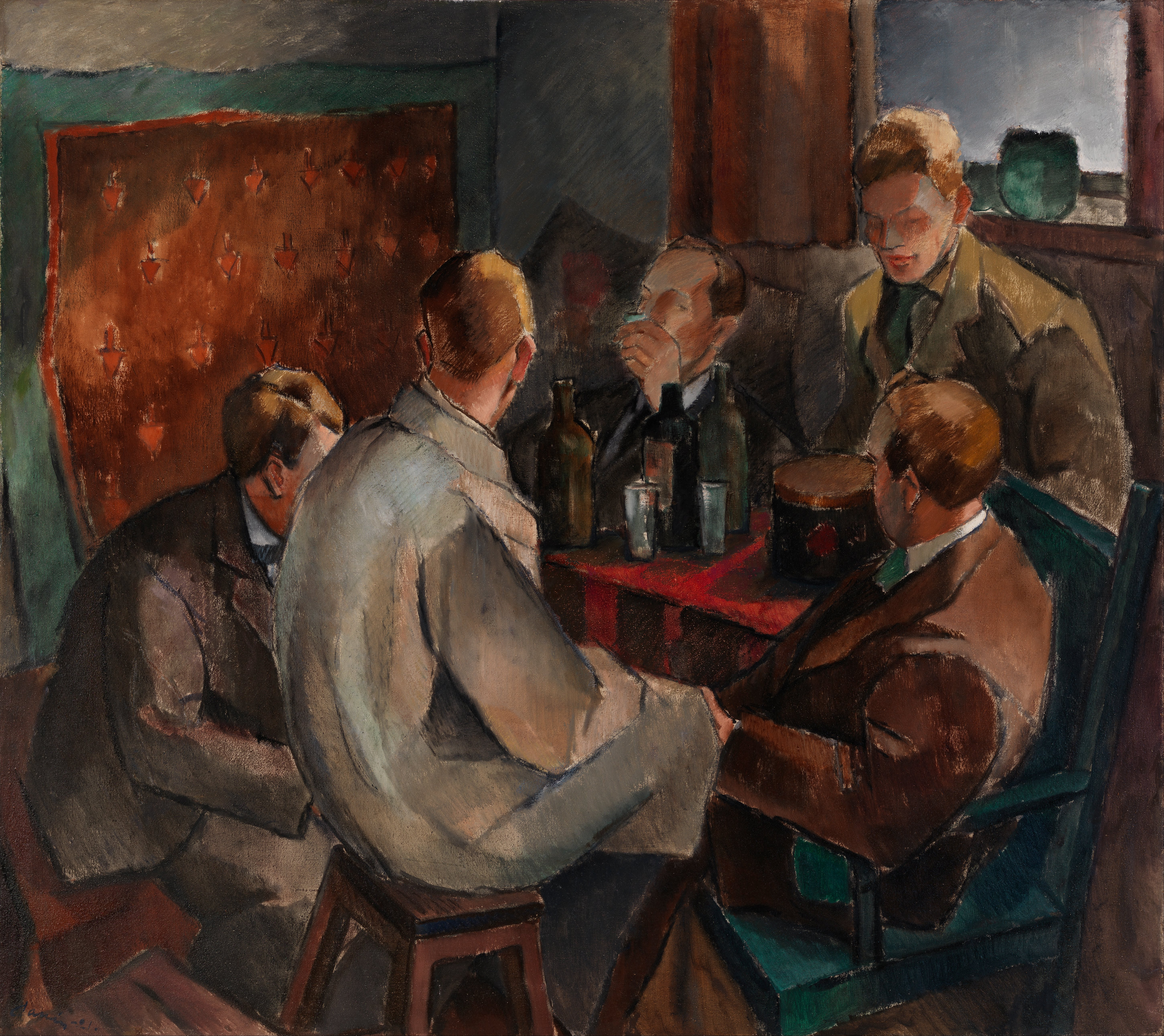
Membres du groupe de Novembre, Alvar Cawén

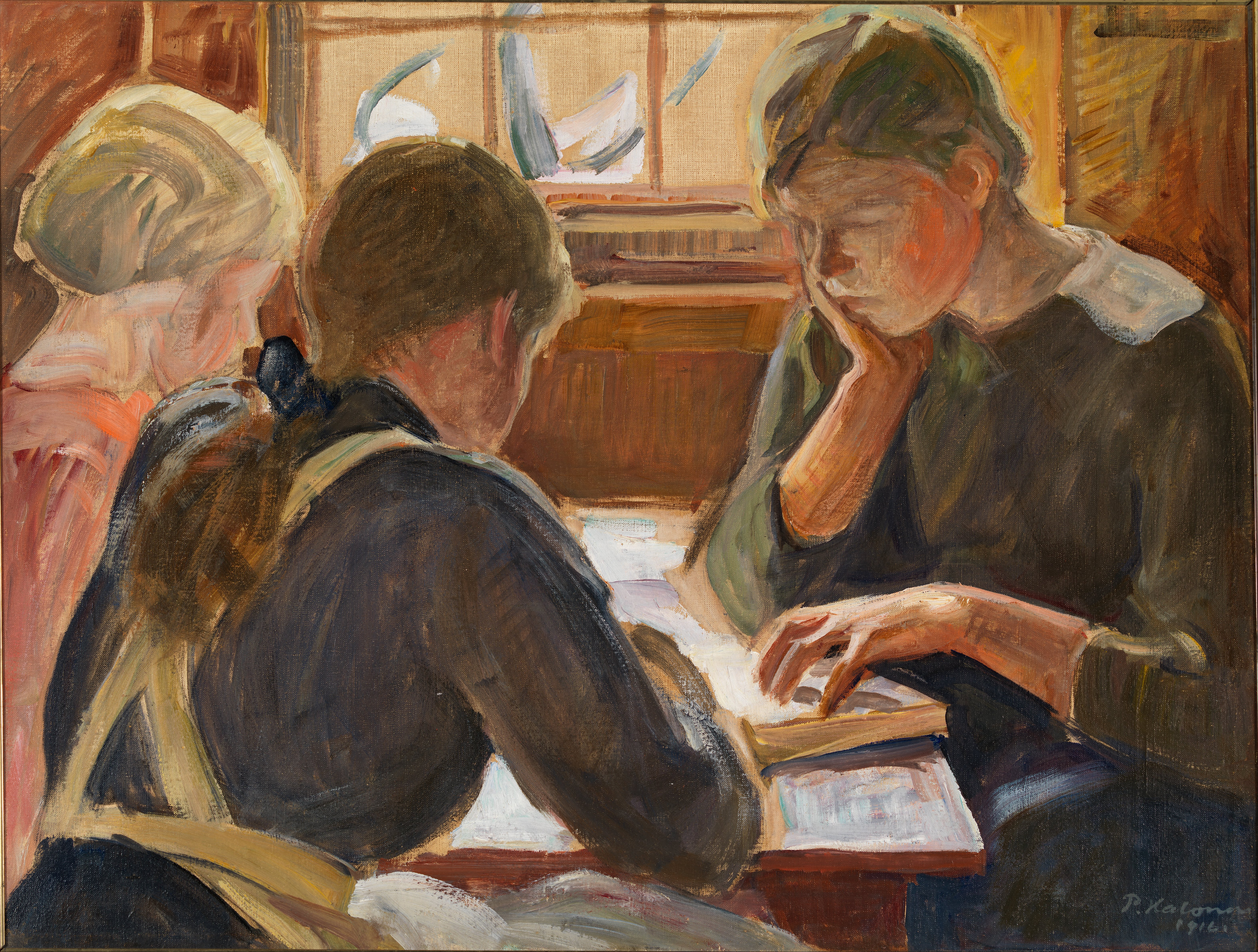
Enfants lisant, Pekka Halonen
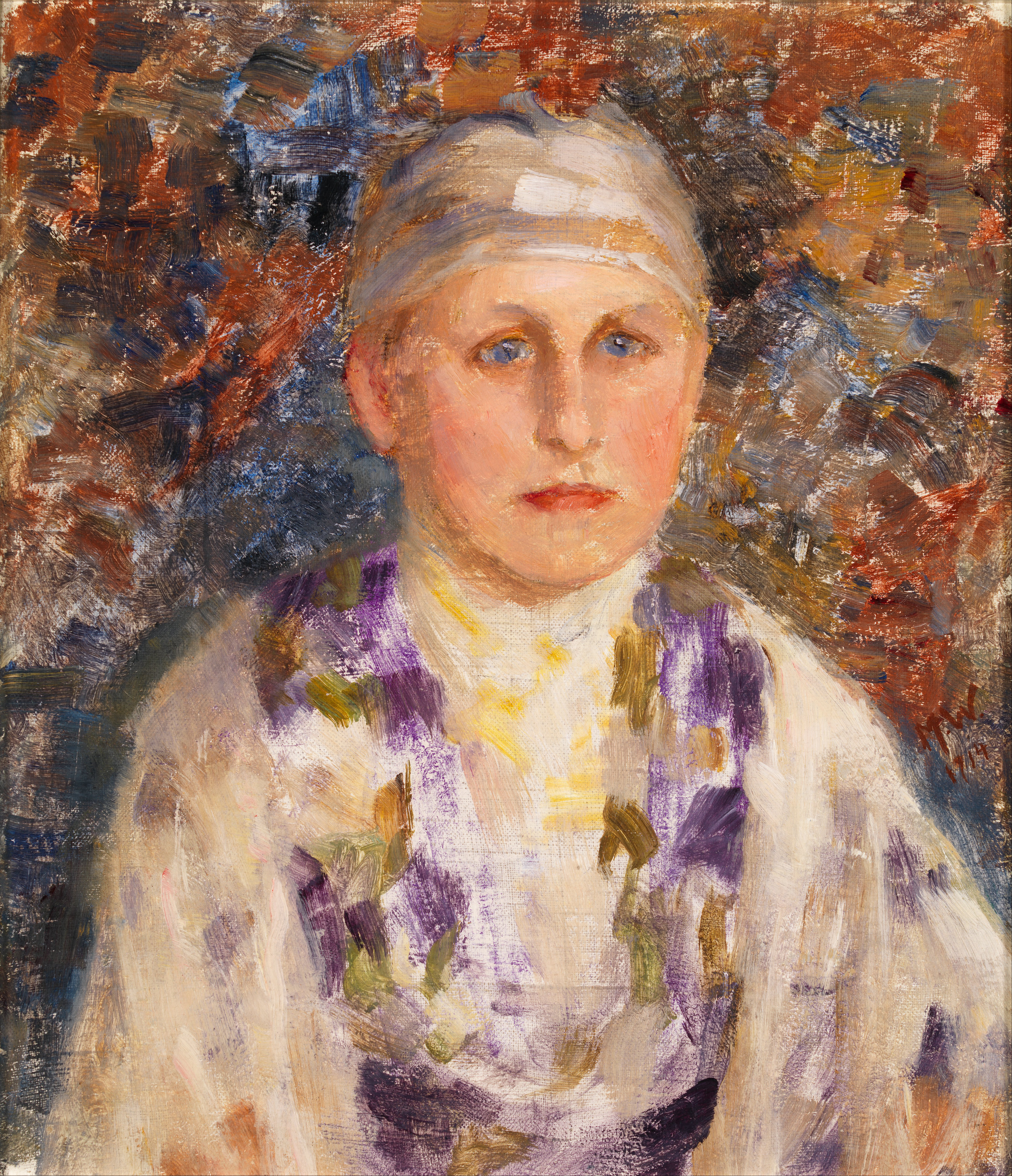
Femme bretonne, Maria Wiik
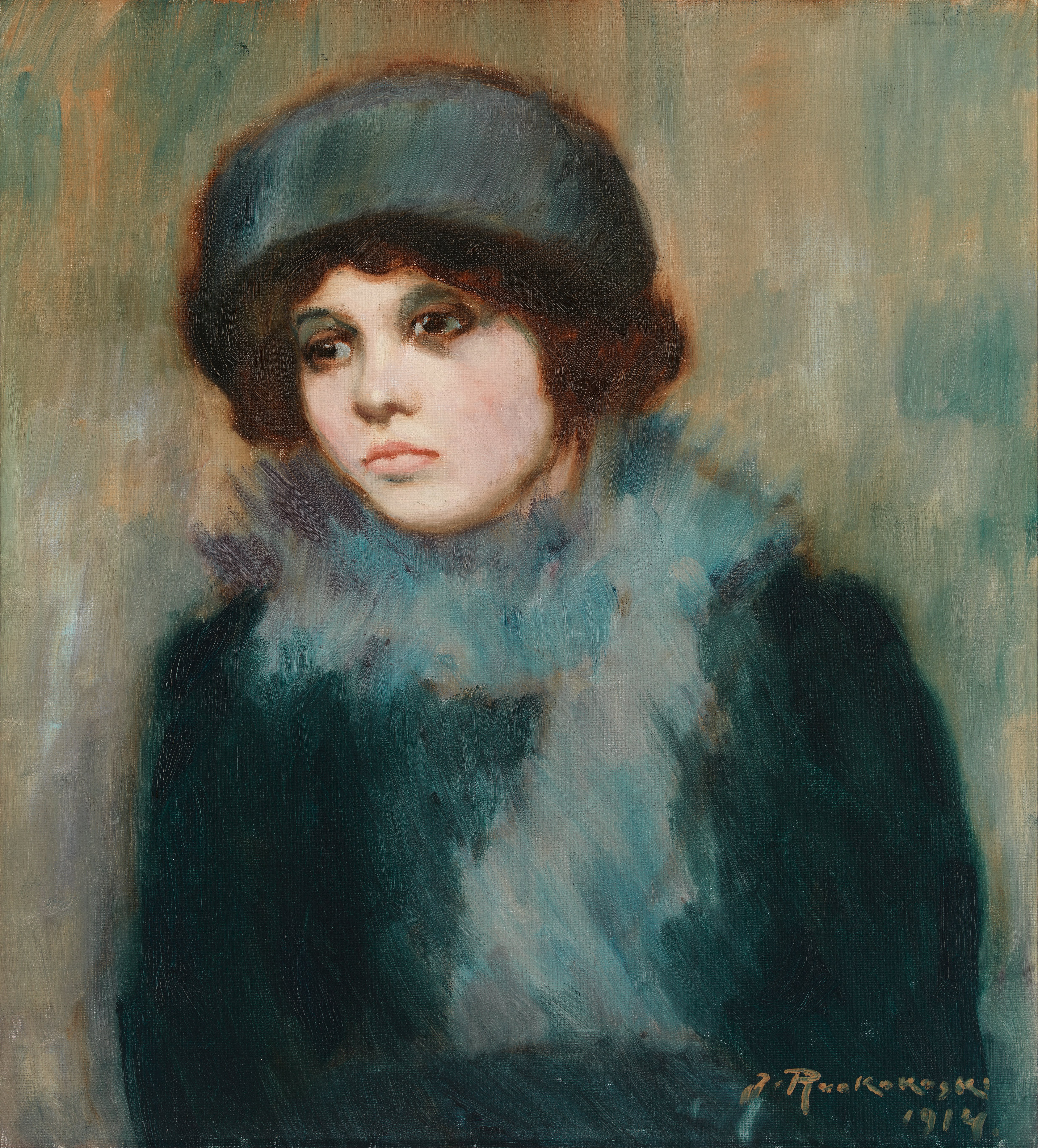
Femme, Jalmari Ruokokoski (en)